# Руо, Антони
Антони́ Руо́ (фр. Anthony Rouault; род. 29 мая 2001, Вильнёв-сюр-Ло) — французский футболист, защитник клуба «Ренн».

## Карьера
Руо — академии футбольного клуба «Тулуза», где начинал заниматься с 2016 года. Затем футболист начал выступать за вторую команду клуба в Третьем национальном дивизионе. Первую игру в основе Руо провел в октябре 2020 года. 31 июля 2021 года забил свой первый гол в ворота «Нанси» (0:4) в Лиге 2 на 41-й минуте.
1 сентября 2023 года на правах аренды перешел в немецкий клуб «Штутгарт». Дебютировал в Бундеслиги 16 сентября против «Майц 05», заменив Хироки Ито на 95-й минуте.